# Kanton Habsheim
Habsheim is een voormalig kanton van het Franse departement Haut-Rhin. Het kanton maakte deel uit van het arrondissement Mulhouse tot het op 22 maart 2015 werd opgeheven. De gemeenten Eschentzwiller en Zimmersheim werden hierop opgenomen in het op diezelfde dag gevormde kanton Brunstatt en Rixheim werd de hoofdplaats van het op die dag eveneens gevormde gelijknamige kanton waar ook Habsheim en Riedisheim in werden opgenomen.

## Gemeenten
Het kanton Habsheim omvatte de volgende gemeenten:
- Eschentzwiller
- Habsheim (hoofdplaats)
- Riedisheim
- Rixheim
- Zimmersheim